# Economía de Gambia
Gambia no tiene recursos naturales o minerales confirmados, y tiene una agricultura poco desarrollada. Aproximadamente 75 % de su población depende del cultivo de la tierra o de la crianza de animales para subsistencia. Las actividades industriales principales son el procesamiento de maní, peces, y pieles. El comercio de reexportación era una actividad económica importante, sin embargo, el aumento de fiscalización del gobierno a partir de 1999 y la inestabilidad de la moneda del país, el dalasi, hizo con que esta actividad sufriera reducción.
Las bellezas naturales del país y la proximidad con a Europa lo hicieron un destino turístico importante.

## Datos estadísticos
Estructura del PIB en 2003:
Distribución por sectores económicos del PIB total:
Agricultura, Silvicultura y Pesca: 30 %.
Industria: 15 %.
Industrias manufactureras y minería: 5 %.
Servicios y construcción: 55 %.
- Población activa: 700 000 habitantes.
- Tasa de desempleo (2002): N.D.
- Principales países clientes: Malasia, Gran Bretaña y China.
- Principales países proveedores: China, Senegal y Gran Bretaña.